# Brunröd kraterlav
Brunröd kraterlav (Gyalecta erythrozona) är en lavart som beskrevs av Georg Lettau. Brunröd kraterlav ingår i släktet Gyalecta, och familjen Gyalectaceae. Enligt den finländska rödlistan är arten akut hotad i Finland. Arten är reproducerande i Sverige. Artens livsmiljö är kalkstensklippor och kalkbrott, inklusive bar kalkjord.